# Michael Cook

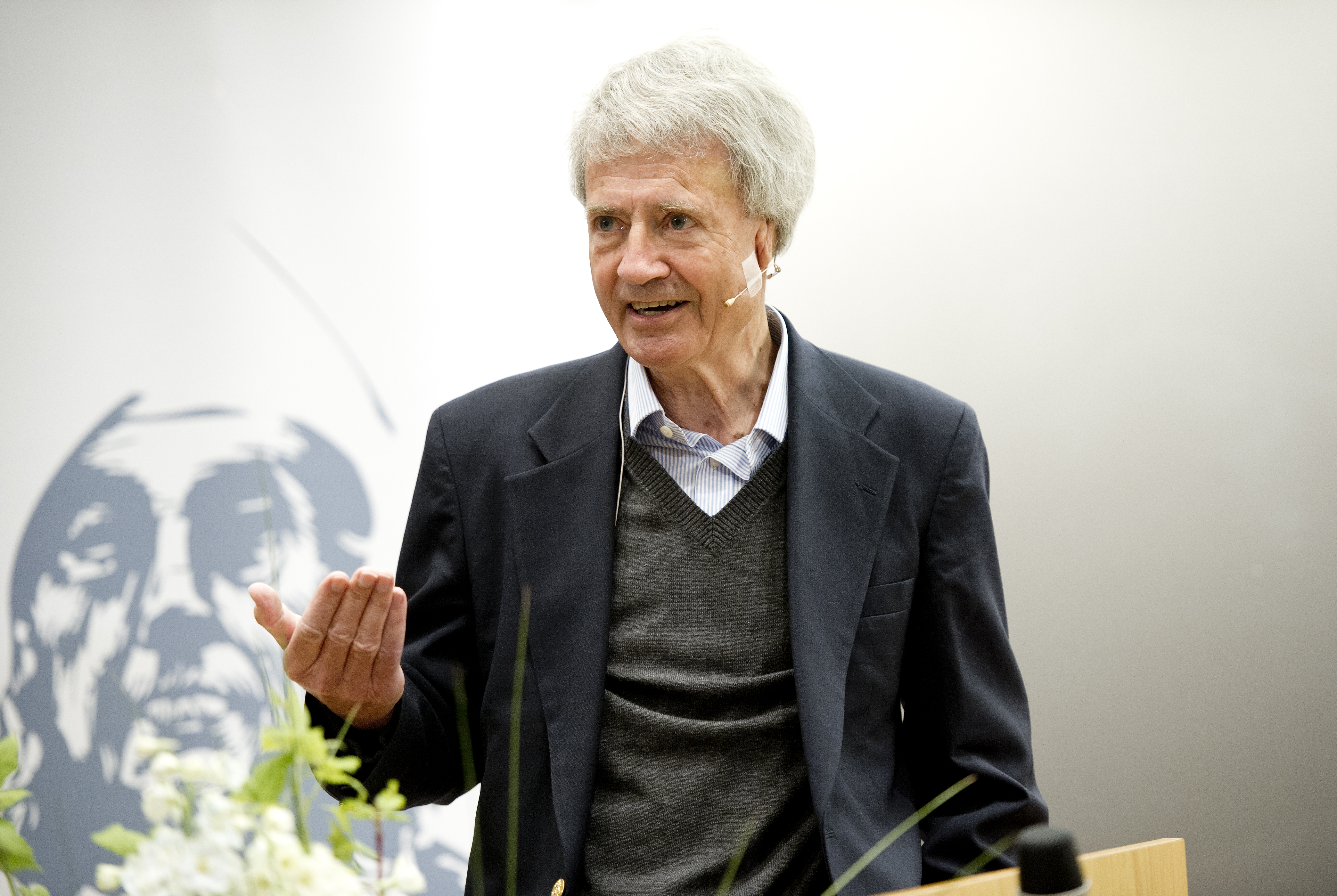
Michael Cook

Michael Allan Cook (* 24. Dezember 1940) ist ein britischer Islamwissenschaftler.

## Leben
Michael Cook, Sohn des Archäologen John Manuel Cook, studierte an der University of Cambridge und an der School of Oriental and African Studies der University of London. Im Jahre 1986 nahm er eine Stelle an der Princeton University an. Er ist Professor am Department of Near Eastern Studies der Princeton University.
Cook ist Mitglied der American Philosophical Society (2001) und der American Academy of Arts and Sciences (2004). Seit 2011 ist er korrespondierendes Mitglied der British Academy. 2020 wurde er zum Auswärtigen Mitglied der Academia Europaea gewählt. Im Jahre 2002 erhielt er den mit 1,5 Millionen Dollar dotierten „Distinguished Achievement Award“ von der Mellon Foundation für bedeutende geisteswissenschaftliche Forschung. 2014 erhielt er den Holberg-Preis, 2019 den Balzan-Preis.

## Forschung
In Hagarism: The Making of the Islamic World (1977) präsentierten Cook und seine Co-Autorin Patricia Crone eine grundlegend neue Untersuchung der frühislamischen Geschichte. Ausgangspunkt war, die Geschichtlichkeit der islamischen Überlieferungen über die Anfänge des Islam grundsätzlich infrage zu stellen. Deshalb versuchten sie, sich ein Bild von den Anfängen des Islam allein aus nicht-arabischen Quellen zu machen. Indem sie die einzigen erhaltenen zeitgenössischen Quellen zu den Anfängen des Islam studierten, die in Armenisch, Griechisch, Aramäisch und Syrisch geschrieben waren, rekonstruierten sie eine Geschichte von den Anfängen des Islam, die signifikant anders aussah, als die Geschichte, wie sie aus den islamischen Quellen bekannt ist. Cook und Crone meinten genau erklären zu können, wie der Islam aus der Fusion von verschiedenen nahöstlichen Kulturen unter arabischer Führung entstand. Später distanzierte sich Cook von diesem Versuch einer detaillierten Rekonstruktion der wahren Anfänge des Islam und konzentrierte sich auf islamische Ethik und Gesetzgebung.
Cooks Hauptwerk ist Commanding Right and Forbidding Wrong in Islamic Thought (2000), in dem er die historische Entwicklung der islamischen Ethik von den Anfängen durch die Jahrhunderte bis heute untersucht.

## Schriften
- Studies in the Origins of Early Islamic Culture and Tradition. Ashgate Variorum, Aldershot 2004, ISBN 0-86078-916-0.
- A Brief History of the Human Race. Norton, New York NY u. a. 2003, ISBN 0-393-05231-1.
- Forbidding Wrong in Islam. An Introduction. Cambridge University Press, Cambridge 2003, ISBN 0-521-53602-2.
- Commanding Right and Forbidding Wrong in Islamic Thought. Cambridge University Press, Cambridge u. a. 2000, ISBN 0-521-66174-9.
- The Koran. A very short Introduction (= Very Short Introductions. Stimulating Ways in to New Subjects. 13). Oxford University Press, Oxford u. a. 2000, ISBN 0-19-285344-9 (In deutscher Sprache: Der Koran. Eine kurze Einführung (= Reclams Universal-Bibliothek. 18232). Reclam, Stuttgart 2002, ISBN 3-15-018232-8).
- Muhammad. Oxford University Press, Oxford u. a. 1983, ISBN 0-19-287606-6.
- Muhammad. In: Founders of Faith. Oxford University Press, Oxford u. a. 1986, ISBN 0-19-287658-9, S. 289–366.
- mit Kristina Grant: Manual of Archival Description (= British Library. R & D Report. 5867). The Society of Archivists, London 1986, ISBN 0-902886-22-3.
- Early Muslim Dogma. A Source-Critical Study. Cambridge University Press, Cambridge u. a. 1981, ISBN 0-521-23379-8.
- mit Patricia Crone: Hagarism. The Making of the Islamic World. Cambridge University Press, Cambridge u. a. 1977, ISBN 0-521-29754-0.